# Коне, Бакари (буркинийский футболист)
Бакари́ Коне́ (фр. Bakary Koné, французское произношение: [bakaʁi kɔne]; 27 апреля 1988, Уагадугу, Буркина-Фасо) — буркинийский футболист, защитник. Выступал за сборную Буркина-Фасо.

## Биография
Начинал карьеру в Кот-д’Ивуаре, выступая за местную команду из Абиджана. В 2004 году присоединился к буркинийскому клубу «Этуаль Филант» из Уагадугу.
В июле 2006 года подписал контракт с клубом французской Лиги 2 «Генгам». Первую игру сыграл 11 мая 2007 года против «Тура». За сезон 2008/09 Коне провёл 37 матчей, забил 2 гола во всех турнирах. Клуб в этом сезоне выиграл Кубок Франции.
12 августа 2011 года Коне перешёл в «Олимпик Лион» за 2 млн евро. В сезоне 2012/13 потерял место в стартовом составе и отыграл 21 матч (14 в чемпионате) и забил 1 гол. В сезоне 2013/14 отыграл 44 матча и забил 2 гола. В сезоне 2014/15 провёл 22 матча, забил 1 гол.
1 июля 2016 года перешёл в испанскую «Малагу». В сезоне 2016/17 провёл 7 матчей. У Коне было два серьёзных повреждения — травма колена и проблемы с ахилловым сухожилием.
26 августа 2017 года Коне перешёл в «Страсбур» на правах аренды. Сыграл 28 матчей, забил 1 гол.
30 июля 2018 года перешёл в клуб-аутсайдер турецкой лиги «Анкарагюджю» как свободный агент. За полгода отыграл 14 матчей и зимой расторг контракт с клубом.
5 февраля 2019 года на правах свободного агента перешёл в тульский «Арсенал».

## Достижения
«Генгам»
- Обладатель Кубка Франции: 2009

«Лион»
- Обладатель Кубка Франции: 2012
- Обладатель Суперкубка Франции: 2012